# Хубер, Роберт (стрелок)
Роберт Вальдемар Хубер (фин. Robert Waldemar Huber; 30 марта 1878 — 25 ноября 1946) — финский стрелок, призёр Олимпийских игр. Старший брат стрелка Конрада Хубера.

## Биография
Родился в 1878 году в Гельсингфорсе, Великое княжество Финляндское. В 1912 году на Олимпийских играх в Стокгольме он стал 30-м в трапе (и 5-м в составе команды).
В 1924 году на Олимпийских играх в Париже, представляя уже независимую Финляндию он стал обладателем бронзовой медали в составе команды.